# Nombres 100 000 000 à 999 999 999
Cet article recense quelques entiers naturels ayant des propriétés remarquables et inclus dans l'intervalle allant de 100 000 000 à 999 999 999, tous deux inclus.

## Nombres dans l'intervalle (100 000 000 - 249 999 999)
- 100000000 - 108
- 102334155 - nombre de Fibonacci
- 105413504 - 147
- 107890609 - nombre de Wedderburn-Etherington
- 111111111 - nombre uniforme, racine carrée de 12345678987654321
- 123456789 - plus petit nombre pandigital sans zéro
- 129140163 = 317
- 129644790 - nombre de Catalan
- 134217728 = 227
- 142547559 - nombre de Motzkin
- 165580141 - nombre de Fibonacci
- 170859375 - 157
- 179424673 - 10000000e nombre premier
- 190899322 - nombre de Bell
- 214358881 = 118
- 222222222 - nombre uniforme
- 225058681 - nombre de Pell
- 225331713 - nombre autodescriptif en base 9
- 244140625 = 512

## Nombres dans l'intervalle (250 000 000 - 499 999 999)
- 253450711 - nombre de Wedderburn-Etherington
- 267914296 - nombre de Fibonacci
- 268402687 - nombre de Carol
- 268435456 = 228
- 268468223 - nombre de Kynea
- 282475249 = 710
- 333333333 - nombre uniforme
- 362797056 - 611
- 367567200 - nombre colossalement abondant
- 387420489 = 318
- 400763223 - nombre de Motzkin
- 410338673 - 177
- 429981696 - 128
- 433494437 - nombre de Fibonacci
- 442386619 - factorielle alternative
- 444444444 - nombre uniforme
- 477638700 - nombre de Catalan
- 479001599 - nombre premier factoriel
- 479001600 = 12!

## Nombres dans l'intervalle (500 000 000 - 749 999 999)
- 536870912 = 229
- 543339720 - nombre de Pell
- 555555555 - nombre uniforme
- 596572387 - nombre de Wedderburn-Etherington
- 612220032 - 187
- 666666666 - nombre uniforme
- 701408733 - nombre de Fibonacci
- 715827883 - nombre premier de Wagstaff

## Nombres dans l'intervalle (750 000 000 - 999 999 999)
- 777777777 - nombre uniforme
- 815730721 = 138
- 888888888 - nombre uniforme
- 893871739 - 197
- 987654321 - plus grand nombre pandigital sans zéro
- 999999999 - nombre uniforme